# Pupoidopsis hawaiensis
Pupoidopsis hawaiensis é uma espécie de gastrópode  da família Pupillidae.
É endémica dos Estados Unidos da América.